# Ângela (1951)
Ângela é um filme brasileiro de 1951 dirigido por Tom Payne e Abílio Pereira de Almeida, com roteiro de Nelly Dutra Ruschel, baseado no conto "Sorte no Jogo", do escritor alemão E. T. A. Hoffmann.
O conto de Hoffmann, que possui elementos fantásticos, foi adaptado para a zona rural da cidade de Pelotas, no Rio Grande do Sul.
O filme marcou a estreia de Inezita Barroso no cinema brasileiro. O dinheiro da produção acabou ainda durante as filmagens, em Pelotas. O cenógrafo Pierino Massenzi foi então enviado a São Paulo para pedir mais dinheiro ao produtor Franco Zampari.

## Sinopse
Dinarte, jogador incorrigível, ganha no carteado uma propriedade, à qual decide visitar na mesma noite. Chegando à fazenda, Angela, enteada de Gervásio (o perdedor), comunica a morte da mãe. Dinarte envolve-se e casa-se com Angela e promete não jogar mais, porém não consegue cumprir a promessa e a família entra em decadência, da qual Angela tenta preservar seu bebê.

## Prêmios e indicações
- Prêmio Governador do Estado de São Paulo[1] (1952)

Vencedor nas categorias:
Melhor ator secundário: Luciano Salce
Melhor atriz secundária: Ruth de Souza
Cenografia: Pierino Massenzi
- Prêmio Associação Brasileira de Cronistas Cinematográficos[1] (1952)

Vencedor nas categorias:
Melhor ator secundário: Luciano Salce
Melhor atriz secundária: Ruth de Souza

## Elenco
- Eliane Lage… Angela
- Alberto Ruschel
- Mário Sérgio
- Abilio Pereira de Almeida … Gervásio
- Ruth de Souza
- Inezita Barroso
- Xandó Batista
- Sérgio Cardoso
- Renato Consorte
- Antunes Filho
- Sérgio Hingst
- Nydia Lícia
- Maria Clara Machado
- Jordano Martinelli
- José Renato
- Milton Ribeiro
- Luciano Salce
- Carlos Thiré
- Oswaldo Vidigal
- Gerda Edith Ziemens
- Ester Penteado
- Agostinho Martins Pereira
- Pio Piccinini
- Margot Pollice
- Tony Rabatoni
- Nair Lopes
- Milton Luiz
- Jerry Fletcher
- Noris Gastal
- Margot Bittencourt
- Roberto Assunpção
- Adolfo Barroso
- Edson Borges
- Lúcio Braun
- Luiz Calderaro
- Nelson Camargo
- A.C. Carvalho
- André Chaim
- Albino Cordeiro
- Kleber Menezes Dória
- Angelo Dreos
- Maria Sá Earp

## Música
A trilha sonora ficou a cargo do maestro Francisco Mignone, regendo a Orquestra Sinfônica do Teatro Municipal de São Paulo.
Canções:
- Quem É (de Marcelo Tupinambá[1])
- Enquanto Houver (de Evaldo Ruy), com Marisa Sá Earp[1]